# مارچین ماستسکی
مارچین ماستسکی (انگلیسی: Marcin Masecki؛ زادهٔ ۶ سپتامبر ۱۹۸۲) نوازنده پیانو، آهنگساز اهل لهستان است. وی دانش‌آموختهٔ کالج موسیقی برکلی است و در سال ۲۰۰۵ برندهٔ «مسابقه بین‌المللی پیانو جاز» در مسکو شد.
از فیلم‌ها یا مجموعه‌های تلویزیونی که وی در آن‌ها نقش داشته است، می‌توان به کورشده از نور و جنگ سرد اشاره نمود.